# Santa Eulalia de Gállego (kommunhuvudort)
Santa Eulalia de Gállego är en kommunhuvudort i Spanien.   Den ligger i provinsen Provincia de Zaragoza och regionen Aragonien, i den nordöstra delen av landet, 300 km nordost om huvudstaden Madrid. Santa Eulalia de Gállego ligger 509 meter över havet och antalet invånare är 133.
Terrängen runt Santa Eulalia de Gállego är huvudsakligen kuperad, men åt sydost är den platt. Runt Santa Eulalia de Gállego är det glesbefolkat, med 11 invånare per kvadratkilometer. Närmaste större samhälle är Ayerbe, 6,1 km öster om Santa Eulalia de Gállego. I omgivningarna runt Santa Eulalia de Gállego växer i huvudsak barrskog.